# Palowice Kolonia
Palowice Kolonia – nieczynny przystanek osobowy w Palowicach, w powiecie rybnickim, w Polsce.
Przystanek został oddany do użytku w 1994 roku. W 2001 roku zlikwidowano kursowanie pociągów przez ten przystanek, a następnie dokonano demontażu torów.